# Panasonic P2

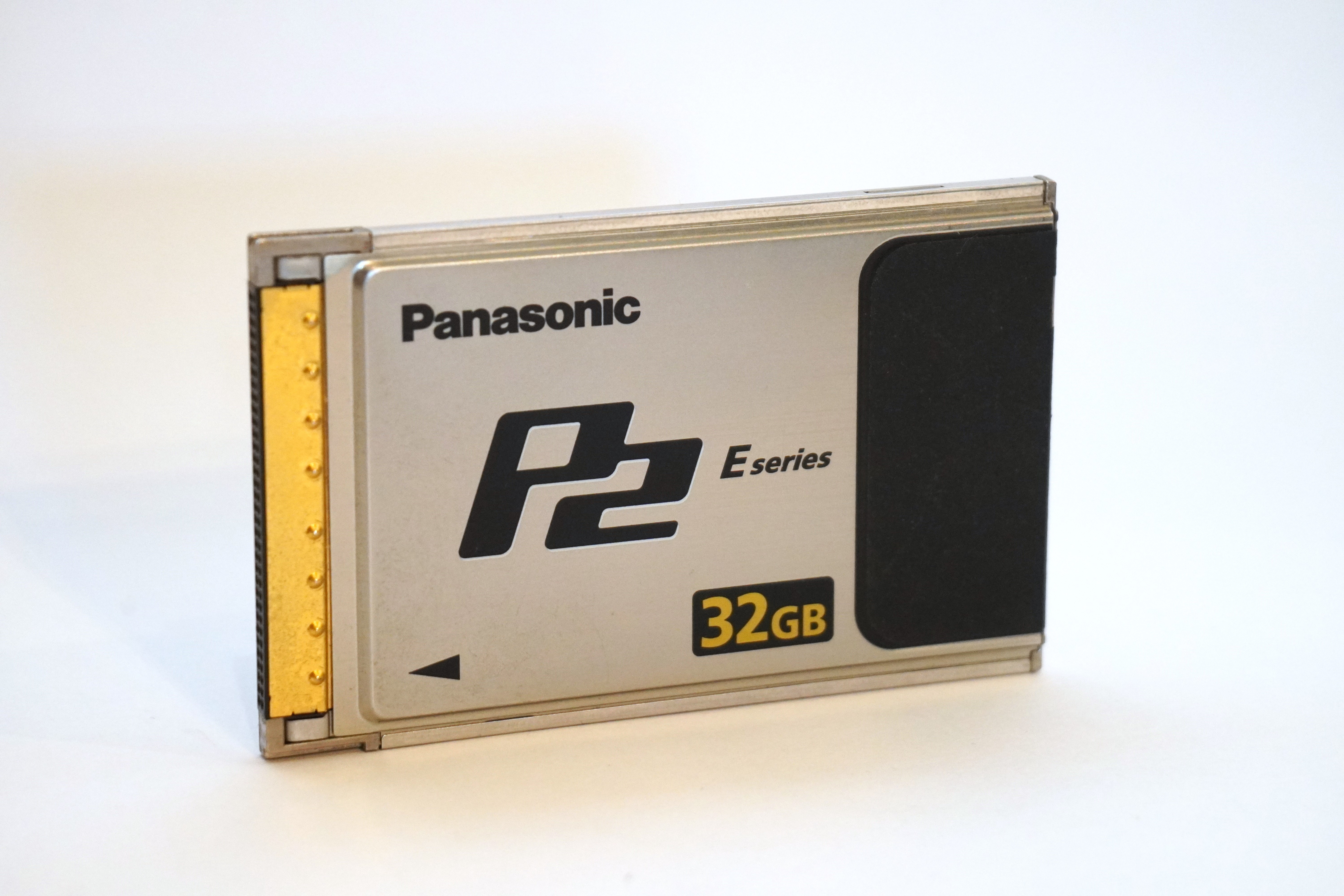
Panasonic P2-Karte E-Series 32 GB

P2 bzw. P2HD ist ein von der Panasonic Corporation (ehem. Matsushita Electric Industrial Co. Ltd.) speziell für ENG-Kameras entwickelter Speicherkarten Typ. P2-Speicherkarten entsprechen in ihren Abmessungen PCMCIA-Karten und können auch wie solche von Lesegeräten bei PCIe-Geschwindigkeiten ausgelesen werden.

## Geschichte
Nachdem sich digitale ENG-Kameras seit der Einführung der CCD-Sensor Technologie Mitte der 1980er Jahre durchgesetzt hatten, und viele Hersteller bereits ENG-Kamera Systeme boten die die von den CCD-Sensoren generierten Daten direkt digital codiert auf Magnetband schrieben, wurde Anfang der 2000er Jahre klar, dass der nächste Schritt in der Evolution Flash-Speicher ist. Panasonic hatte bereits vorher einen digitalen Magnetbandstandard in Form von DVCPRO etabliert. Dieser erreichte aber Anfang der 2000er Jahre die Limites des technisch Möglichen.

### DVCPRO

DVCPRO Logo

Ausgehend vom originalen DV-Standard für Endverbraucher, hatte man zunächst die die Farbunterabtastung auf 4:1:1 erhöht. Die Audioqualität wurde ebenfalls auf 16 Bit / 48 kHz PCM erhöht mit zwei zusätzlichen längs verlaufenden Timecode-Spuren. Um die Gefahr von Drop-Outs zu verringern wurde die Bandtransportgeschwindigkeit, bei im Vergleich zu DV gleichgebliebenen 25 MBit/s, um 80 % erhöht und Magnetband höherer Qualität verwendet. Dies erforderte jedoch den Einsatz eigener DVCPRO-Kassetten, die mehr Magnetband halten konnten.

DVCPRO Logo

Später wurde mit DVCPRO50 eine weitere Verbesserung des Codecs eingeführt. Die Farbunterabtastung wurde weiter auf 4:2:2 erhöht, was in einer erhöhten Datenrate von 50 MBit/s resultierte. Entsprechend wurde Bandtransportgeschwindigkeit weiter von 33,82 mm/s auf 67,64 mm/s erhöht.

DVCPRO Logo

Mit dem Aufkommen von HDTV in den Späten 90er und frühen 2000er Jahren wurde ebenfalls DVCPRO-HD eingeführt, dass die Datenrate weiter auf 100 MBit/s erhöhte. DVCPRO-HD ermöglichte, anders als DVCPRO/DVCPRO50 welche nur in NTSC (720×480) bzw. PAL (720×576) aufzeichnen konnten, eine Auflösung von bis zu FHD (1920×1080) bei bis zu 60 Bildern pro Sekunde interlaced. Diese Steigerung der Qualität hatte aber auch zur Folge, dass das Magnetband mit bedenklichen 135,28 mm/s verbraucht wurde, was dem siebenfachen des ursprünglichen DV-Standards entspricht!

### P2-Karten

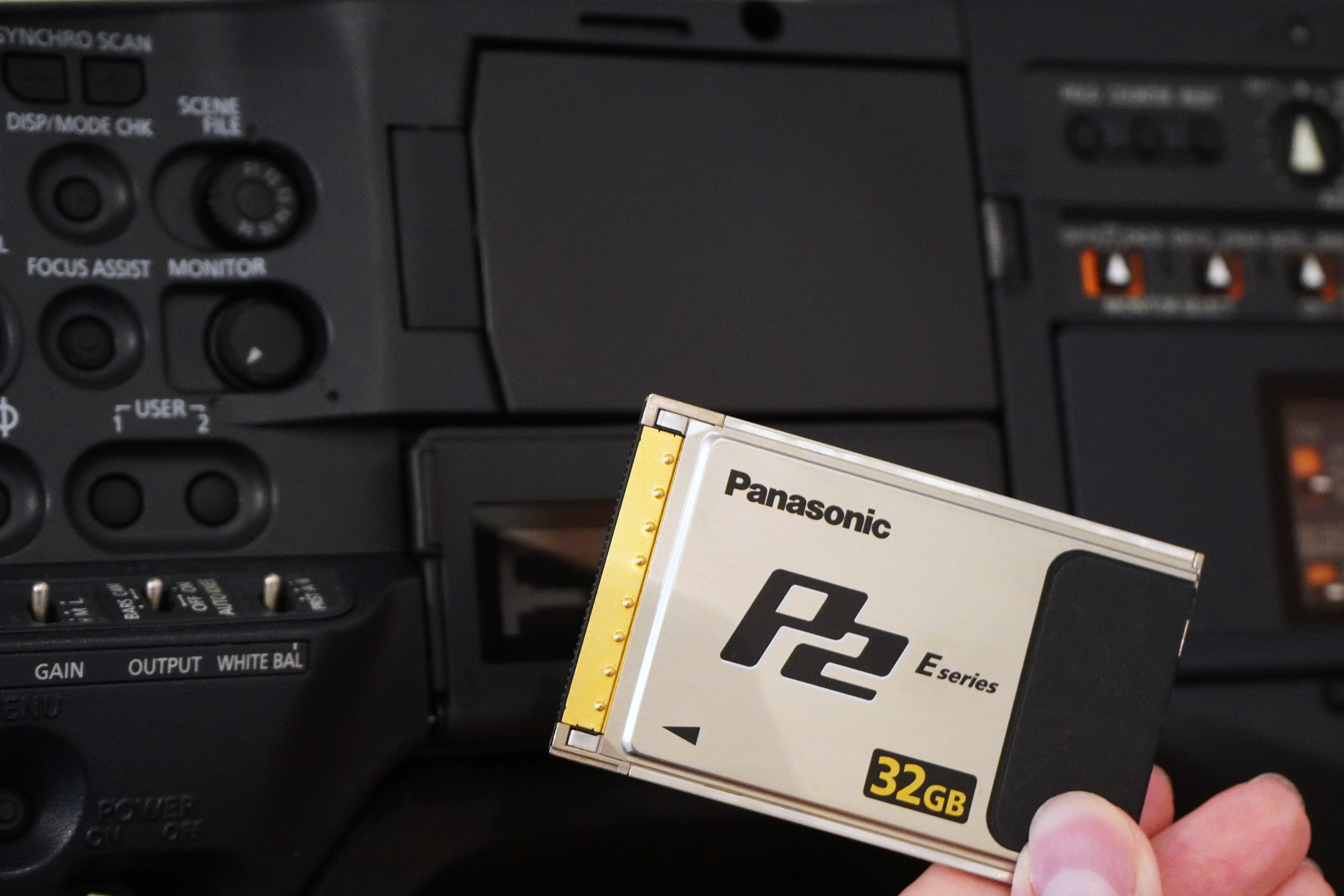
P2-Karte vor einer Panasonic HPX 371e

Da die Grenze dessen was mit Magnetband möglich war erreicht wurde, wagte man 2004 den Wechsel zu Flash-Speicher. Anders als Magnetband, welches damals mit Schrägspuraufzeichnung eine seit Jahrzehnten bewehrte Technologie war, dessen Schreibgeschwindigkeit und Speicherplatz einfach durch die Bandtransportgeschwindigkeit und die Länge des Magnetbands bestimmt werden konnte, war Flash-Speicher eine neue, noch nicht sehr ausgreifet Technologie. Magnetbandkassetten waren, auch wenn sie sehr schnell verbraucht wurden, sehr günstig und konnten mehrere duzend Gigabyte an Daten speichern. Flash-Speicher war dahingegen war 2004 noch sehr teuer und nur in kleineren Speichergrößen verfügbar. Dennoch setzte sich der teurere Flash-Speicher aufgrund seiner vielen Vorteile schnell durch.
- P2-Karten erlauben das sofortiges Ansehen und/oder Löschen beliebigen Aufnahmen
- Jede Aufnahme wird auf der Karte schon als einzelner Clip abgelegt (späteres Segmentieren im Schnittsystem ist nicht mehr nötig)
- P2-Karten sind zuverlässiger und widerstandsfähiger als DVCPRO-Kassetten und SD-Karten
- Kameras, die Flash-Speicher verwenden (sogenannte solid state cameras), sind zuverlässiger, da sie weniger bewegliche Teile haben.
- P2-Karten kleiner und leichter als DVCPRO-Kassetten
- Daten können in schneller als Echtzeit übertragen werden
- das Vor- und Zurückspulen der DVCPRO-Kassetten entfällt bei Flash-Speicher
- P2-Karten können tausende Male öfter verwendet werden als DVCPRO-Kassetten
- keine Timecodesprünge beim Neuansetzen
- Die Kameras haben grundsätzlich mehrere Slots für die P2-Karten, um unterbrechungsfreies Aufnehmen zu gewährleisten (volle Karten können während der Aufnahme gegen leere getauscht werden)

### AVC Intra
Nachdem der fortlaufend erweiterte DVCPRO-HD Standard, der immer noch auf dem Mitte der 1990er Jahre entwickelte DV-Codec basierte, langsam seine Schwächen zweigte wurde Mitte der 2007 der neue AVC Intra 100 Standard eingeführt, welcher auf dem H.264/MPEG-4 AVC-Codec basiert. Dieser erlaubte erstmals effizientere Dateigrößen bzw. bessere Qualität bei gleich bleibender Bitrate.

### P2HD-Karten
Da sich die Codecs immer weiter entwickelten und immer größere Auflösungen verarbeiten mussten stiegen auch die Anforderungen an das Speichermedium. So wurden schlussendlich die schnelleren P2HD-Serie an Speicherkarten eingeführt die auch die gestiegenen Anforderungen der AVC-Intra und AVC-Ultra Codecs verarbeiten können.

## Aufbau
Frühe P2-Karten bestanden aus vier SD-Karten die in einem RAID ähnlich System zusammengeschaltet wurden. Dies wurde gemacht, da früher Flash-Speicher noch nicht schnell genug war um die damals hohen Schreibgeschwindigkeit (>16 MB/s) zu verarbeiten.

## Kameras
Nachstehend sind beispielhaft einige Kameras aufgelistet die auf P2/P2HD-Karten schreiben.
- AJ-PX5100
- AJ-PX380
- AJ-HPX3100G
- AJ-HPX2100
- AG-HPX371E
- AJ-SPX900E
- AG-HPX500
- AG-HPX250
- AG-HPX170

## Codecs
| Name              | Farbabtastung | Farbtiefe | max. Größe | max. Datenrate |
| ----------------- | ------------- | --------- | ---------- | -------------- |
| AVC-Intra 4K4:4:4 | 4:4:4         | 12 bit    | 4096p      | 800 Mbps       |
| AVC-Intra 4K4:2:2 | 4:2:2         | 10 bit    | 4096p      | 400 Mbps       |
| AVC-Intra 2K4:4:4 | 4:4:4         | 12 bit    | 2048p      | 440 Mbps       |
| AVC-Intra 2K4:2:2 | 4:2:2         | 10 bit    | 2048p      | 220 Mbps       |
| AVC-Intra 4:4:4   | 4:4:4         | 12 bit    | 1080p      | 440 Mbps       |
| AVC-Intra 200     | 4:2:2         | 10 bit    | 1080p      | 200 Mbps       |
| AVC-Intra 100     | 4:2:2         | 10 bit    | 1080p      | 112 Mbps       |
| AVC-Intra 50      | 4:2:0         | 10 bit    | 1080i      | 54 Mbps        |
| AVC-LongG G50     | 4:2:2         | 10 bit    | 1080i      | 50 Mbps        |
| AVC-LongG G25     | 4:2:2         | 10 bit    | 1080p      | 50 Mbps        |
| AVC-LongG G12     | 4:2:0         | 8 bit     | 1080p      | 24 Mbps        |
| AVC-LongG G6      | 4:2:0         | 8 bit     | 1080p      | 12 Mbps        |
| AVC-Proxy G6      | 4:2:0         | 8 bit     | 1080p      | 6 Mbps         |
| AVC-Proxy SHQ     | 4:2:0         | 8 bit     | 1080p      | 3,5 Mbps       |
| AVC-Proxy HQ      | 4:2:0         | 8 bit     | 1080p      | 1,5 Mbps       |
| AVC-Proxy LOW     | 4:2:0         | 8 bit     | 1080p      | 800 kbps       |
| DVCPRO-HD         | 4:2:2         | 8 bit     | 1080i      | 100 Mbps       |
| DVCPRO50          | 4:2:2         | 8 bit     | 576i       | 50 Mbps        |
| DVCPRO            | 4:1:1         | 8 bit     | 576i       | 25 Mbps        |
| DV                | 4:2:0         | 8 bit     | 576i       | 25 Mbps        |